# 정재웅 (강원특별자치도의원)
정재웅(1961년 7월 22일 ~ )은 대한민국의 정치인이다. 제8·9·11대 강원도의원, 제11대 강원특별자치도의원을 지냈다.

## 학력
- 춘천국교(지금의 춘천초등학교) 졸업
- 강원중학교 졸업
- 춘천고등학교 졸업
- 강원대학교 경제학과 학사

## 경력
- 춘천노동상담소 소장
- 춘천지역사회연구소 소장
- 민주평화통일자문회의 강원도 춘천시 지부 상임자문위원
- 열린우리당 강원도당위원회 사무처장
- 민주당 중앙당 전략기획위원회 부위원장
- 2010.07 ~ 2014.06: 제8대 강원도의회 의원
  - 2010.07 ~ 2012.06: 제8대 강원도의회 전반기 의회운영위원회 부위원장
  - 2012.07 ~ 2014.06: 제8대 강원도의회 후반기 경제건설위원회 위원장
- 강원도의회 강원도형 사회적기업연구회 회장
- 2014.07 ~ 2018.02: 제9대 강원도의회 의원
  - 2014.07 ~ 2018.02: 제9대 강원도의회 전,후반기 경제건설위원회 위원
- 2016.08 ~ 2017.11: 더불어민주당 강원도당위원회 춘천시 지역분과위원장 직무대행
- 기획재정부 FTA국내대책본부 전문관
- 2022.07 ~ : 제11대 강원도의회 의원
  - 2022.07 ~ 2024.06: 제11대 강원도의회 전반기 사회문화위원회 위원장
  - 제11대 후반기 강원특별자치도의회 경제산업위원회 위원

## 역대 선거 결과
|  | 32.01% |

|  | 43.76% |

|  | 50.35% |

|  | 50.44% |